# Acousters
Acousters är en katalansk (spansk) popgrupp bildad 2009 i Girona. Man har producerat två studioalbum – Darrere la porta (2012) och De primavera i ràbia (2014) – och har därefter varit inaktiv. Sångerskan/gitarristen Marta Pérez har senare inlett en karriär i sångtrion Les Anxovetes samt släppt ett soloalbum.

## Historia
Musikerna i gruppen är David Abad (gitarr och sång), Carles Camós (piano), Gerard Parés (trummor och sång), Marta Pérez (sång och gitarr) Albert Ramos (bas och kontrabas). Acousters bildades 2009, och 2012 var man semifinalist i tävlingen Sona 9. Gruppens första album var Darrere la porta… ('bakom dörren'), en samling av tolv sånger utgiven 2012. Sången "Amants" ('älskande') producerades med hjälp av Cesk Freixas. Albumet nominerades till priset Disc Català de l'Any 2012 ('2012 års katalanska skiva'), och gruppen fick även tre nomineringar vid Premis Enderrock samma år.
Två år senare producerades gruppens andra album, betitlad De primavera i ràbia ('av vår och ilska'). Videon till singeln "Em bullens els peus" ('fötterna kokar'), med gruppmedlemmarna springande eller cyklande, spelades in i gatumiljö i Sant Cugat del Vallès. De båda albumen gavs ut i egen regi, i samarbete med distributören Deuvede Music. Den andra skivan bekostades delvis via gräsrotsfinansiering.
Sångerna på de båda albumen presenteras på katalanska eller (fyra sånger på första och tre på andra skivan) på engelska. På Darrere la porta… medverkade Xavi de la Iglésia från gruppen Blaumut som musiker; han skrev även musiken till "La maleta". Blaumuts musik har gjort stort intryck på sångerskan Marta Pérez.

### Inaktivitet, andra projekt
Acousters har sedan 2014 i stort sett varit inaktiv. Man har inte formellt lagt ner verksamheten, men den officiella webbplatsen är numera (2020) offline.
Vid sidan av och efter sitt arbete med Acousters har Marta Pérez inlett en karriär i sångtrion Les Anxovetes. Denna havanera-baserade vokalgrupp bildades 2014 och har fram till 2020 producerat fyra album. 2017 släppte Pérez soloalbumet Punctual, med texter på engelska.

## Diskografi (album)
* = text på engelska; övriga sånger med text på katalanska
1. "Se t'escapa el temps" ('tiden flyger ifrån dig')
2. "Punts de vista" ('synpunkter')
3. "No Reason Why"* ('ingen orsak varför')
4. "San Francisco"*
5. "La mà" ('handen')
6. "Viatge" ('resa')
7. "Puzzle" ('pussel')
8. "Darrere la porta" ('bakom dörren')
9. "Gone"* ('borta')
10. "Amants" ('älskare')
11. "Bonus Track"* ('bonusspår')
12. "Principis" ('principer')

- All text av Marta Pérez, all musik av Acousters.

1. "Em bullen els peus" ('fötterna kokar')
2. "La maleta" ('resväskan')
3. "Totems inestables" ('ostadiga totem[pålar]')
4. "Colors" ('färger')
5. "L'àvia" ('mormor')
6. "Lonesome Wolf"* ('ensam varg')
7. "Roses en un prat" ('rosor på en äng')
8. "Voldría saber" ('jag skulle vilja veta')
9. "The Call"* ('uppringandet')
10. "Gratx"
11. "Sola" ('ensam')
12. "Bildungs Roman"* ('bildningsroman')

- All text av Marta Pérez, all musik av Acousters utom "La maleta" (komponerad av Xavi de la Iglésia)